# Мёрзлая земля (фильм)
«Мёрзлая земля» (англ. The Frozen Ground) — триллер 2013 года американского сценариста и режиссёра Скотта Уокера, основанный на реальных событиях. По сюжету детектив полиции штата Аляска, Джэк Хэлкомб, расследует дело о жестоких убийствах молодых женщин. Благодаря показаниям выжившей жертвы, несовершеннолетней проститутки Сидни Полсон, Хэлкомб выходит на след серийного маньяка-убийцы, который скрывается под маской добропорядочного семьянина и уважаемого члена общества.

## Основа сюжета
В период с 1971 по 1983 годы в окрестностях Анкориджа местный житель Роберт Хансен похитил, изнасиловал и убил не менее 17 женщин. Хансен после сексуального насилия над своими жертвами отвозил их на личном самолёте в отдалённые леса на Аляске, где охотился на них и убивал. Позднее охотники или строители случайно находили могилы жертв, но для поимки убийцы не было никаких зацепок до тех пор, пока от маньяка не сумела сбежать жертва Сидни Полсон. Несмотря на то, что сначала на её показания никто не обратил внимания из-за разницы их социальных статусов (Хансен работал пекарем и считался примерным семьянином и уважаемым членом общества) и наличия алиби у Хансена (за него поручились двое друзей, сказав, что он был с ними в то время, когда Полсон подверглась нападению), Хансен стал одним из главных подозреваемых по делу. Следователь по делу, Гленн Флоут, обратился в ФБР, где был составлен психологический профиль убийцы, позволивший получить ордер на обыск дома Хансена. Улики, найденные в тайнике в доме, помогли отправить маньяка за решетку до конца его жизни, хотя, предположительно, тела многих из его жертв так и не были найдены.

## В ролях
- Николас Кейдж[4] — Джек Хэлкомб
- Джон Кьюсак[4] — Роберт Хансен
- Ванесса Хадженс[5] — Синди Полсон
- Рада Митчелл[6] — Элис Хэлкомб
- Джоди Лин О’Киф — Шелле Ринджелл
- Кэтрин Ланаса — Фрэн Хансен
- 50 Cent[7] — Клейт Джонсон
- Дин Норрис — сержант Лайл Хугсвен
- Кевин Данн — лейтенант Боб Джент
- Джиа Мантенья — Дебби Питерс